# Kily Álvarez
Kily Álvarez (Avilés, 5 de fevereiro de 1984) é um futebolista profissional guineense que atua como meia.

## Carreira
Kily Álvarez representou o elenco da Seleção Guinéu-Equatoriana de Futebol no Campeonato Africano das Nações de 2012.